# Firework
Firework este o melodie co-scrisă și înregistrată de cântăreața americană Katy Perry de pe al treilea album de studio, Teenage Dream (2010). Perry a co-scris piesa împreună cu Ester Dean și producătorii săi Stargate și Sandy Vee. Este un imn dance-pop auto-împuternicit cu versuri inspiraționale, iar Perry a simțit că este un cântec important pentru ea pe disc. Capitol Records l-a lansat ca al treilea single al albumului pe 26 octombrie 2010. Piesa a avut succes comercial, ajungând pe locul 1 în Billboard Hot 100 și pe primele cinci pe 20 de topuri din întreaga lume. „Firework” a vândut peste 1 milion de exemplare în Regatul Unit și a fost certificat Diamond de către Recording Industry Association of America (RIAA) pentru livrări de peste 10 milioane de exemplare în Statele Unite.